# Mohamed Atta
Mohamed Mohamed el-Amir Awad el-Sayed Atta (/ˈætɑː/ AT-ah; tiếng Ả Rập: محمد محمد الأمير عوض السيد عطا Muḥammad Muḥammad al-Amir 'Awaḍ as-Sayyid 'Aṭā  [mæˈħæmmæd elʔæˈmiːɾ ˈʕɑwɑdˤ esˈsæj.jed ˈʕɑtˤɑ]; 1 tháng 9 năm 1968 – 11 tháng 9 năm 2001) là một không tặc người Ai Cập và là một trong những người đứng đầu các cuộc tấn công ngày 11 tháng 9, trong đó bốn máy bay thương mại của Hoa Kỳ bị không tặc chiếm quyền chỉ huy với mục đích phá hủy các mục tiêu dân sự cụ thể. Atta có vai trò phi công không tặc của chuyến bay 11 của American Airlines và đã đâm máy bay này vào Tháp phía Bắc của Trung tâm Thương mại Thế giới như là một phần của cuộc tấn công phối hợp. Ở tuổi 33, Atta là người lớn tuổi nhất trong số 19 tên không tặc đã tham gia vào cuộc tấn công này.
Sinh ra và lớn lên ở Ai Cập, Atta theo học ngành kiến trúc tại Đại học Cairo, tốt nghiệp năm 1990 và tiếp tục theo học tại Đức tại Đại học Công nghệ Hamburg. Tại Hamburg, Atta tham gia vào Nhà thờ Hồi giáo al-Quds, nơi anh gặp Marwan al-Shehhi, Ramzi bin al-Shibh và Ziad Jarrah, cùng nhau thành lập phòng Hamburg. Atta đã biến mất khỏi Đức trong một thời gian, tham gia hajj vào năm 1995 nhưng cũng gặp Osama bin Laden và các thủ lĩnh hàng đầu của al-Qaeda ở Afghanistan từ cuối năm 1999 đến đầu năm 2000. Atta và các thành viên khác của phòng Hamburg được bin Laden và Khalid Sheikh Mohammed tuyển dụng cho một "chiến dịch máy bay" ở Hoa Kỳ. Atta quay trở lại Hamburg vào tháng 2 năm 2000, và bắt đầu tìm hiểu về khóa học huấn luyện bay ở Hoa Kỳ.
Vào tháng 6 năm 2000, Atta, Ziad Jarrah và Marwan al-Shehhi đến Hoa Kỳ để học cách lái máy bay, nhận được xếp hạng công cụ bay vào tháng 11. Bắt đầu từ tháng 5 năm 2001, Atta đã hỗ trợ những tên không tặc dùng cơ bắp khi tới Hoa Kỳ, và vào tháng 7, anh đã đến Tây Ban Nha để gặp bin al-Shibh để hoàn thiện âm mưu. Vào tháng 8 năm 2001, Atta đã đi du lịch với tư cách là một hành khách trên một số chuyến bay "giám sát", để xác định chi tiết cách thức các cuộc tấn công có thể được thực hiện.
Vào sáng ngày 11 tháng 9 năm 2001, Atta đã lên chuyến bay 11 của American Airlines tại Sân bay Quốc tế Logan, sau đó Atta và 4 tên không tặc khác đã cướp được quyền điều khiển. Atta đã điều khiển chiếc máy bay và cố tình đâm nó vào Tòa Tháp Bắc của Trung tâm Thương mại Thế giới lúc 8:46 sáng Vụ va chạm này đã giết chết tất cả 87 người trên chiếc máy bay (chưa bao gồm 5 kẻ không tặc) và gây ra cái chết của hơn 1.600 người dẫn đến sự sụp đổ của Tòa Tháp Bắc. Lúc 10:28, sau 102 phút bốc cháy, tòa nhà chọc trời 110 tầng này đã bị sụp đổ, giết chết hàng trăm người, trong đó có khoảng 1.600 nhân viên văn phòng và những người cứu trợ đầu tiên.

## Biệt danh
Mohamed Atta đã thay đổi tên của mình trên các tài liệu, cũng sử dụng "Mehan Atta", "Mohammad El Amir", "Muhammad Atta", "Mohamed El Sayed", "Mohamed Elsayed", "Muhammad al-Amir", "Awag Al Sayyid Atta" và "Awad Al Sayad". Tại Đức, anh đăng ký tên mình là "Mohamed el-Amir Awad el-Sayed Atta", và lấy tên là Mohamed el-Amir tại Đại học Công nghệ Hamburg. Trong di chúc của mình, được viết vào năm 1996, Atta ghi tên của mình là "Mohamed con trai của Mohamed Elamir awad Elsayed". Atta cũng tuyên bố các quốc tịch khác nhau, đôi khi là Ai Cập và những lần khác nói với mọi người rằng anh đến từ Các Tiểu vương quốc Ả Rập Thống nhất.

## Tuổi thơ
Atta sinh ngày 1 tháng 9 năm 1968, tại Kafr el-Sheikh, thuộc vùng đồng bằng sông Nile của Ai Cập. Cha của anh, Mohamed el-Amir Awad el-Sayed Atta, là một luật sư, được giáo dục về cả luật sharia và dân sự. Mẹ của anh, Bouthayna Mohamed Mustapha Sheraqi, xuất thân từ một gia đình nông nghiệp và buôn bán giàu có và cũng được giáo dục. Bouthayna và Mohamed kết hôn khi cô 14 tuổi, thông qua một cuộc hôn nhân sắp đặt. Gia đình này có ít người thân bên cha và giữ khoảng cách với gia đình Bouthayna. Gia đình thông gia theo cha của Atta là "khắc khổ, nghiêm khắc và kín tiếng," và những người hàng xóm coi gia đình này là ẩn dật. Atta là con trai duy nhất; anh có hai người chị gái đều học giỏi và thành công trong sự nghiệp - một người là bác sĩ y khoa và người còn lại là giáo sư.
Khi Atta lên 10, gia đình anh chuyển đến vùng Abdeen, Cairo, nằm gần trung tâm thành phố. Cha của anh, người luôn ngăn cản gia đình, cấm cậu bé Atta kết giao với những đứa trẻ khác trong khu phố của chúng. Không có nhiều việc phải làm, Atta chủ yếu học ở nhà và dễ dàng đạt thành tích xuất sắc ở trường. Năm 1985, Atta nhập học tại Đại học Cairo và tập trung vào nghiên cứu kỹ thuật, thuộc trong số những học sinh đạt điểm cao nhất. Vào năm cuối, anh được nhận vào một chương trình kiến trúc độc quyền. Sau khi tốt nghiệp năm 1990 với bằng kiến trúc, Atta gia nhập Engineers Syndicate, một tổ chức dưới sự kiểm soát của Tổ chức Anh em Hồi giáo. Sau đó, Atta làm việc trong vài tháng tại Trung tâm Phát triển Đô thị ở Cairo, tại đó Atta tham gia các dự án xây dựng khác nhau và điều động các nhiệm vụ kiến trúc đa dạng. Cũng trong năm 1990, gia đình Atta chuyển đến tầng 11 của một tòa nhà chung cư ở thành phố Giza của Ai Cập.
Atta cũng đính hôn với một người phụ nữ được cha anh và gia đình cô ấy xếp đặt ở Cairo, vào cuối năm 1999, sau khi trở về từ Đức cùng năm. Mặc dù cuộc hôn nhân chưa bao giờ xảy ra, nhưng cha của Atta nói rằng họ thích nhau.

## Nước Đức

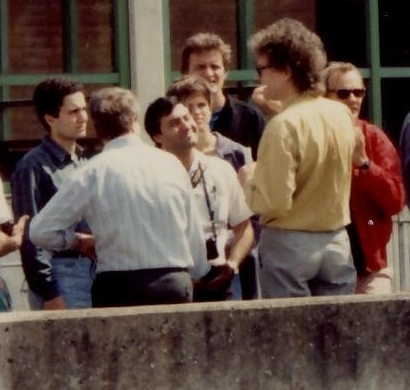
Mohamed Atta (trái) khi là sinh viên ở Đức, 1993

Atta tốt nghiệp Đại học Cairo với số điểm không đủ cho chương trình sau đại học. Khi cha anh khăng khăng yêu cầu anh ra nước ngoài học cao học, Atta, cuối cùng, đã tham gia một chương trình dạy tiếng Đức tại Viện Goethe ở Cairo. Năm 1992, cha anh tình cờ nghe được một cặp vợ chồng người Đức đang đến thăm thủ đô của Ai Cập. Cặp đôi giải thích vào bữa tối rằng họ đã tổ chức một chương trình trao đổi và mời Atta tiếp tục học ở Đức; họ cũng cung cấp cho anh ta phòng ở và ăn ở tại nhà của họ trong thành phố. Mohamed Atta nhận lời và có mặt ở Đức hai tuần sau đó, vào tháng Bảy.
Tại Đức, anh đăng ký theo học chương trình sau đại học quy hoạch đô thị tại Đại học Công nghệ Hamburg. Atta ban đầu sống với hai giáo viên trung học; tuy nhiên, cuối cùng họ nhận thấy rằng tính cách khép kín và hướng nội của anh ấy là quá mức so với họ. Atta bắt đầu tuân thủ chế độ ăn kiêng nghiêm ngặt nhất của Hồi giáo, thường xuyên lui tới các nhà thờ Hồi giáo bảo thủ nhất, ít khi giao du và cư xử khinh thường đối với cô con gái chưa chồng nhưng đã có con nhỏ của cặp vợ chồng giáo viên. Sau sáu tháng, họ yêu cầu Atta rời đi.
Vào đầu năm 1993, Atta đã chuyển đến ký túc xá đại học với hai người bạn cùng phòng, ở Centrumshaus. Anh ở đó cho đến năm 1998. Trong thời gian đó, những người bạn cùng phòng của Atta trở nên khó chịu với anh. Atta hiếm khi tắm, và họ không thể chịu được "sự điên rồ hoàn toàn, gần như hung hăng" của Atta. Atta giữ kín bản thân đến mức thường im lặng, không phản ứng với những lời chào hỏi đơn giản.

### Nghiên cứu khoa học
Tại Đại học Công nghệ Hamburg, Atta theo học dưới sự hướng dẫn của chủ nhiệm khoa, Dittmar Machule, người chuyên về Trung Đông. Atta không thích sự phát triển hiện đại. Điều này bao gồm việc xây dựng các tòa nhà cao tầng ở Cairo và các thành phố cổ khác trong khu vực. Ông tin rằng những khu nhà cao tầng tồi tàn và trơ trọi, được xây dựng từ những năm 60-70, đã hủy hoại vẻ đẹp của những khu phố cổ và cướp đi sự riêng tư và phẩm giá của người dân. Gia đình của Atta chuyển đến một nơi tồi tệ như vậy vào năm 1990; đối với anh đó là "một biểu tượng tồi tàn cho những nỗ lực hiện đại hóa hỗn độn của Ai Cập và sự bao bọc vô liêm sỉ của nước này đối với phương Tây." Trong luận văn của mình, Atta tập trung vào thành phố cổ Aleppo của Syria. Anh nghiên cứu lịch sử của cảnh quan đô thị liên quan đến chủ đề chung là xung đột giữa nền văn minh Ả Rập và hiện đại. Atta chỉ trích cách các tòa nhà chọc trời mới và các dự án hiện đại hóa khác đang phá vỡ cấu trúc cộng đồng bằng cách chặn các đường phố chung và thay đổi đường chân trời.
Giáo sư của Atta, Dittmar Machule, đã đưa anh đi cùng trong một chuyến thám hiểm khảo cổ học đến Aleppo vào năm 1994. Lời mời là một chuyến thăm ba ngày, nhưng Atta cuối cùng đã ở lại vài tuần vào tháng 8 năm đó, chỉ để thăm lại Aleppo vào tháng 12 năm đó. Khi ở Syria, anh gặp Amal, một phụ nữ trẻ người Palestine làm việc cho một văn phòng kế hoạch trong thành phố. Volker Hauth, người đi cùng Atta, mô tả Amal là người "hấp dẫn và tự tin. Cô tuân thủ các phong tục của người Hồi giáo, đi taxi đến và đi từ văn phòng để không tiếp xúc thân thể với đàn ông trên xe buýt. Nhưng cô ấy cũng bị cho là 'phóng túng' và 'thách thức'. Atta và Amal có vẻ đã thu hút lẫn nhau, nhưng Atta nhanh chóng quyết định rằng "cô ấy có một định hướng khá khác biệt và cô gái trẻ là không phù hợp." Sự say mê thuở ban đầu của anh với cô, dù anh chỉ miễn cưỡng nhận ra, là thứ tình cảm lãng mạn gần nhất mà Atta có được. Vào giữa năm 1995, Atta ở lại Cairo trong ba tháng, theo trợ cấp từ Hiệp hội Carl Duisberg, cùng với các sinh viên khác là Volker Hauth và Ralph Bodenstein. Nhóm nghiên cứu đã tìm hiểu tác động của việc tái phát triển ở Cairo Hồi giáo, khu phố cổ mà chính phủ đã tiến hành tu sửa để phục vụ du lịch. Atta ở lại Cairo một thời gian với gia đình sau khi Hauth và Bodenstein bay về Đức.

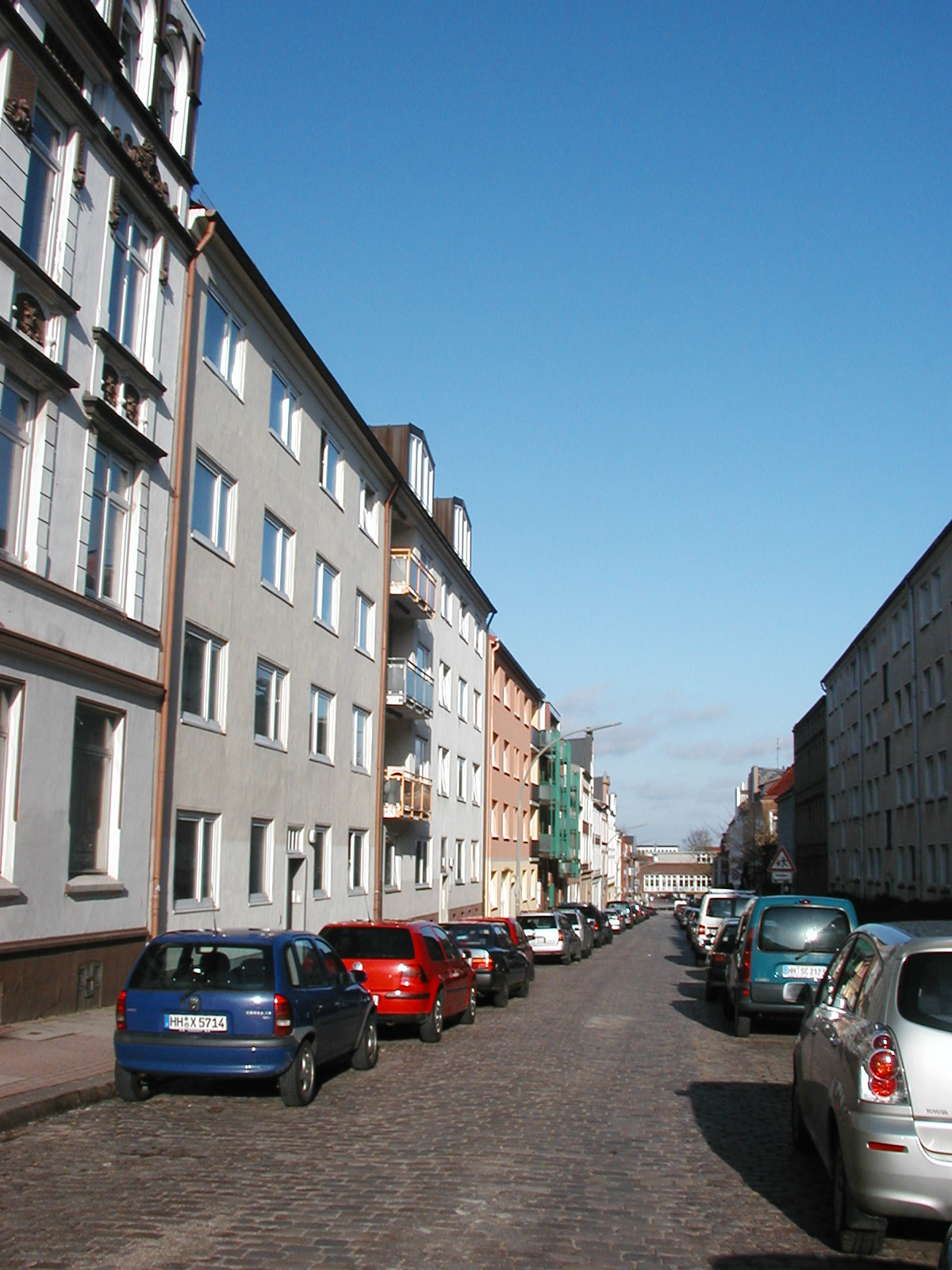
Căn hộ Atta, Bahaji và bin al-Shibh ở chung từ năm 1998 đến năm 2001 ở Marienstrasse, Hamburg, Đức.

Khi ở Hamburg, Atta đảm nhiệm một số vị trí, chẳng hạn như một công việc bán thời gian tại Plankontor, cũng như một công việc khác tại một công ty quy hoạch đô thị, bắt đầu từ năm 1992. Tuy nhiên, Atta đã bị cho rời khỏi công ty vào năm 1997, vì hoạt động kinh doanh của công ty đã sa sút và "tài năng của anh ta là không cần thiết" sau khi công ty mua một hệ thống CAD. Trong số những công việc lặt vặt khác để bổ sung thu nhập, Atta đôi khi làm việc tại một công ty vệ sinh và đôi khi mua bán ô tô. Atta đã có mong muốn trở lại thành phố quê hương của mình, kể từ khi anh hoàn thành việc học ở Hamburg; nhưng anh đã bị ngăn cản do sự khan hiếm của triển vọng việc làm ở Cairo, gia đình anh thiếu "mối liên hệ phù hợp" để tận dụng phong tục dùng quan hệ ở đó. Hơn nữa, sau khi chính phủ Ai Cập đã bỏ tù hàng loạt nhà hoạt động chính trị, Atta biết rõ là không nên tin tưởng rằng họ cũng không nhắm mục tiêu vào mình, với niềm tin xã hội và chính trị của ông là như thế.

### Nhiệt tình tôn giáo và phòng Hamburg
Sau khi đến Hamburg vào năm 1992, Atta ngày càng cuồng tín hơn và thường xuyên lui tới nhà thờ Hồi giáo hơn. Bạn bè của Atta ở Đức mô tả Atta là một người đàn ông thông minh, ở đó niềm tin tôn giáo và động cơ chính trị có sự ảnh hưởng ngang nhau. Atta tức giận và bất bình đối với Hoa Kỳ vì chính sách của họ ở các quốc gia Hồi giáo ở Trung Đông, không có gì khiến anh tức giận hơn Hiệp ước Oslo và Chiến tranh vùng Vịnh nói riêng. Atta cũng tức giận và cay đắng trước giới tinh hoa ở quê hương Ai Cập, những người tích trữ mọi quyền lực cho bản thân, cũng như cho chính phủ Ai Cập, đã đàn áp Tổ chức Anh em Hồi giáo bất đồng chính kiến. Atta là người bài Do Thái, tin rằng người Do Thái kiểm soát các phương tiện truyền thông, tài chính và thể chế chính trị của thế giới từ Thành phố New York.
Vào ngày 1 tháng 8 năm 1995, Atta trở lại Ai Cập trong ba tháng học tập. Trước chuyến đi này, anh để râu, với mục đích thể hiện mình là một tín đồ Hồi giáo sùng đạo và qua đó thực hiện một cử chỉ chính trị. Atta quay trở lại Hamburg vào ngày 31 tháng 10 năm 1995, chỉ để tham gia cuộc hành hương đến Mecca ngay sau đó.
Ở Hamburg, Atta đã bị Nhà thờ Hồi giáo Al-Quds thu hút mạnh mẽ với triết lý tôn trọng một Hồi giáo chính thống khắc nghiệt, không khoan nhượng, và phiên bản chiến binh gây tiếng vang lớn" của Hồi giáo Sunni. Atta làm quen với al-Quds; một số người trong số họ đã đến thăm anh vào dịp tại Centrumshaus. Atta cũng bắt đầu dạy các lớp học tại Al-Quds và tại một nhà thờ Hồi giáo Thổ Nhĩ Kỳ gần quận Harburg. Atta cũng bắt đầu và lãnh đạo một nhóm cầu nguyện, mà Ahmed Maklat và Mounir El Motassadeq tham gia. Ramzi bin al-Shibh cũng ở đó, thỉnh thoảng dạy các lớp học, và trở thành bạn của Atta.
Vào ngày 11 tháng 4 năm 1996, Atta đã ký vào bản di chúc cuối cùng của mình tại nhà thờ Hồi giáo, chính thức tuyên bố lòng tín vào Hồi giáo của mình và đưa ra 18 chỉ dẫn liên quan đến việc chôn cất sau này. Đây cũng là ngày mà Israel, trước sự phẫn nộ của Atta, đã tấn công Lebanon trong Chiến dịch Grapes of Wrath; việc ký vào bản di chúc "dâng hiến mạng sống" đã được Atta dùng để đáp lại sự kiện trên. Những chỉ dẫn trong di chúc và di chúc cuối cùng của Atta phản ánh cả phong tục tang lễ của người Sunni cùng với một số yêu cầu thuần túy hơn từ chủ nghĩa Salaf, bao gồm yêu cầu mọi người không "khóc thương" và nói chung là kiềm chế thể hiện cảm xúc. Di chúc được ký bởi el-Motassadeq và một người thứ hai tại nhà thờ Hồi giáo.
Sau khi rời Plankontor vào mùa hè năm 1997, Atta lại biến mất và không quay trở lại cho đến năm 1998. Atta đã không tiến bộ trong việc viết luận án của mình. Atta gọi điện cho người cố vấn luận văn tốt nghiệp của mình, Machule, và đề cập đến các vấn đề gia đình ở quê nhà, nói rằng, "Xin hãy hiểu, tôi không muốn nói về điều này." Vào kỳ nghỉ đông năm 1997, Atta rời đi và không trở lại Hamburg trong ba tháng. Atta nói rằng anh đã hành hương đến Mecca một lần nữa, chỉ 18 tháng sau lần hành hương đầu tiên. Chi tiết này đã bị tranh chấp; Terry McDermott đã lập luận rằng việc một người nào đó đi hành hương sớm như vậy ngay sau lần đầu tiên và dành ba tháng ở đó là điều bất thường (nhiều hơn Hajj yêu cầu). Khi Atta quay trở lại, anh khai báo rằng hộ chiếu của mình đã bị mất và xin cấp lại hộ chiếu mới, đây là một chiến thuật phổ biến để xóa bằng chứng về việc du lịch đến những nơi như Afghanistan. Khi trở lại vào mùa xuân năm 1998, sau khi biến mất vài tháng, anh đã để một bộ râu dài dày, và "có vẻ nghiêm túc và xa cách" hơn trước đối với những người đã biết Atta.
Đến giữa năm 1998, Atta không còn đủ điều kiện để được ở trong ký túc xá đại học ở Centrumshaus. Atta chuyển đến một căn hộ gần đó ở quận Wilhelmsburg, nơi anh sống với Said Bahaji và Ramzi bin al-Shibh. Đến đầu năm 1999, Atta đã hoàn thành luận án của mình và chính thức bảo vệ nó vào tháng 8 năm 1999.
Vào giữa năm 1998, Atta làm việc cùng với Shehhi, bin al-Shibh và Belfas, tại một nhà kho, đóng gói máy tính vào thùng để vận chuyển. Nhóm Hamburg không ở lại Wilhelmsburg lâu. Mùa đông tiếp theo, họ chuyển đến một căn hộ tại Marienstrasse 54 ở quận Harburg, gần Đại học Công nghệ Hamburg, với đăng ký chính thức. Chính tại đây, phòng Hamburg đã phát triển và hoạt động nhiều hơn như một nhóm. Họ gặp nhau ba hoặc bốn lần một tuần để thảo luận về cảm xúc chống Mỹ của họ và lên kế hoạch cho các cuộc tấn công có thể xảy ra. Nhiều thành viên al-Qaeda đã sống trong căn hộ này vào nhiều thời điểm khác nhau, bao gồm không tặc Marwan al-Shehhi, Zakariya Essabar và những người khác.
Cuối năm 1999, Atta, Shehhi, Jarrah, Bahaji và bin al-Shibh quyết định đến Chechnya để chiến đấu chống lại người Nga, nhưng đã bị Khalid al-Masri và Mohamedou Ould Salahi thuyết phục vào phút cuối nên thay đổi kế hoạch của họ. Thay vào đó, họ đã đến Afghanistan trong khoảng thời gian hai tuần vào cuối tháng 11. Vào ngày 29 tháng 11 năm 1999, Mohamed Atta lên chuyến bay TK1662 của Hãng hàng không Thổ Nhĩ Kỳ từ Hamburg đến Istanbul, nơi anh đổi sang chuyến bay TK1056 đến Karachi, Pakistan. Sau khi đến nơi, họ được thủ lĩnh Al Qaeda Mohammed Atef lựa chọn là những ứng cử viên thích hợp cho âm mưu "chiến dịch máy bay". Tất cả họ đều được giáo dục tốt, có kinh nghiệm sống trong xã hội phương Tây, cùng với một số kỹ năng tiếng Anh, và sẽ có thể xin được thị thực. Ngay cả trước khi bin al-Shibh đến, Atta, Shehhi và Jarrah đã được cử đến Nhà của Ghamdi gần nhà của bin Laden ở Kandahar, nơi bin Laden đang đợi để gặp họ. Bin Laden yêu cầu họ trung thành và thực hiện các nhiệm vụ tự sát, Atta và ba người Hamburg khác đều chấp nhận. Bin Laden đã cử họ đến gặp Atef để biết tổng quan về nhiệm vụ, và sau đó họ được cử đến Karachi để gặp Khalid Sheikh Mohammed để xem chi tiết cụ thể.
Các điều tra viên người Đức nói rằng họ có bằng chứng cho thấy Mohamed Atta đã huấn luyện tại các trại của al-Qaeda ở Afghanistan từ cuối năm 1999 đến đầu năm 2000. Thời gian của cuộc huấn luyện Afghanistan được một điều tra viên cấp cao vạch ra vào ngày 23 tháng 8 năm 2002. Điều tra viên Klaus Ulrich Kersten là giám đốc cơ quan chống rỉ liên bang của Đức, Bundeskriminalamt. Anh cung cấp xác nhận chính thức đầu tiên rằng Atta và hai phi công khác đã ở Afghanistan, và anh cũng cung cấp chi tiết về ngày đầu tiên của khóa huấn luyện. Kersten cho biết trong một cuộc phỏng vấn tại trụ sở của cơ quan ở Wiesbaden rằng Atta đã ở Afghanistan từ cuối năm 1999 đến đầu năm 2000, và có bằng chứng cho thấy Atta đã gặp Osama bin Laden tại đó.
Một video xuất hiện vào tháng 10 năm 2006. Chương đầu tiên của video cho thấy bin Laden tại Nông trại Tarnak vào ngày 8 tháng 1 năm 2000. Chương thứ hai cho thấy Atta và Ziad Jarrah đọc di chúc của họ cùng nhau mười ngày sau vào ngày 18 tháng 1. Trên hành trình trở về, Atta rời Karachi vào ngày 24 tháng 2 năm 2000, bằng chuyến bay TK1057 đến Istanbul, nơi anh đổi sang chuyến bay TK1661 đến Hamburg. Ngay sau khi trở về Đức, Atta, al-Shehhi và Jarrah đã báo cáo rằng hộ chiếu của họ bị đánh cắp, có lẽ với mục đích loại bỏ dấu vết thị thực du lịch đến Afghanistan.

## Hoa Kỳ
Vào ngày 22 tháng 3 năm 2000, Atta vẫn đang ở Đức khi anh gửi một e-mail đến Học viện Lakeland ở Florida. Atta hỏi về khóa huấn luyện bay, "Thưa ngài, chúng tôi là một nhóm nhỏ thanh niên đến từ các nước Ả Rập khác nhau. Bây giờ, chúng tôi đang sống ở Đức một thời gian với mục đích học tập. Chúng tôi muốn bắt đầu học nghề phi công chuyên nghiệp hàng không. Trong lĩnh vực này, chúng tôi chưa có bất kỳ kiến thức nào nhưng chúng tôi sẵn sàng trải qua một chương trình đào tạo chuyên sâu (lên đến ATP và cuối cùng là cao hơn). " Atta đã gửi 50–60 e-mail tương tự đến các trường đào tạo bay khác ở Hoa Kỳ.
Vào ngày 17 tháng 5, Atta nộp đơn xin thị thực vào Hoa Kỳ. Ngày hôm sau, anh nhận được thị thực 5 năm B-1/B-2 (du lịch/công tác) từ đại sứ quán Hoa Kỳ tại Berlin. Atta đã sống ở Đức khoảng 5 năm và cũng có "thành tích tốt khi còn là sinh viên". Vì vậy, anh được đối xử thuận lợi và không bị soi mói. Sau khi có thị thực, Atta bắt xe buýt vào ngày 2 tháng 6 từ Hamburg đến Praha, nơi anh ở lại qua đêm trước khi lên đường đến Hoa Kỳ vào ngày hôm sau. Bin al-Shibh sau đó giải thích rằng họ tin rằng điều này sẽ góp phần đảm bảo an ninh hoạt động cho Atta bay ra khỏi Praha thay vì Hamburg, nơi anh đã đến trước đó. Tương tự như vậy, Shehhi đã đi tới Hoa Kỳ từ một địa điểm khác, trong trường hợp của Shehhi là qua Brussels.
Vào ngày 6 tháng 6 năm 2002, World News Tonight của ABC phát sóng một cuộc phỏng vấn với Johnelle Bryant, cựu nhân viên cho vay tại Bộ Nông nghiệp Hoa Kỳ ở nam Florida, người đã kể về cuộc gặp gỡ giữa cô với Mohamed Atta. Cuộc gặp này diễn ra "vào khoảng tuần thứ ba của tháng 4 đến tuần thứ ba của tháng 5 năm 2000", trước ngày Atta chính thức nhập cảnh Hoa Kỳ (xem bên dưới). Theo Bryant, Atta muốn được hỗ trợ tài chính để mua một máy hút bụi. Bryant nói với ABC's World News Tonight rằng Atta khăng khăng cô ấy viết tên anh ấy là ATTA, rằng anh ấy ban đầu đến từ Ai Cập nhưng đã chuyển đến Afghanistan, rằng anh ấy là một kỹ sư và ước mơ của anh ấy là đi học lái máy bay. Atta hỏi về Lầu Năm Góc và Nhà Trắng. Atta nói rằng anh muốn đến thăm Trung tâm Thương mại Thế giới và hỏi Bryant về an ninh ở đó. Atta đề cập đến Al Qaeda và cho biết tổ chức này "có thể sử dụng thành viên là người Mỹ". Atta đề cập đến Osama bin Laden và nói rằng "một ngày nào đó người đàn ông này sẽ được biết đến như một nhà lãnh đạo vĩ đại nhất thế giới." Bryant nói "bức ảnh xuất hiện trên báo của Atta mô tả chính xác cách người đàn ông đó trông như thế nào." Bryant đã liên lạc với nhà chức trách sau khi nhận ra Atta trong các bản tin. Các quan chức thực thi pháp luật cho biết Bryant đã vượt qua kiểm tra phát hiện nói dối.
Theo các báo cáo chính thức, Atta bay từ Praha đến Sân bay Quốc tế Newark, đến vào ngày 3 tháng 6 năm 2000. Tháng đó, Atta và Shehhi ở khách sạn và thuê phòng ngắn hạn ở Thành phố New York, Jarrah đã đến Hoa Kỳ vào ngày 27 tháng 6 năm 2000 sau khi chuyến bay của anh hạ cánh xuống Newark, New Jersey, và Jarrah đã quyết định đi cùng Shehhi và Atta để tìm kiếm các trường dạy bay khác nhau ở Mỹ. Họ tiếp tục hỏi về các trường dạy bay và đích thân đến thăm một số trường, trong đó có Trường dạy bay Airman ở Norman, Oklahoma, nơi họ đã đến thăm vào ngày 3 tháng 7 năm 2000. Những ngày sau, Shehhi, Jarrah và Atta dừng chân ở Venice, Florida. Atta và Shehhi đã thiết lập tài khoản tại Ngân hàng SunTrust và nhận chuyển khoản từ Ali Abdul Aziz Ali, cháu trai của Khalid Sheikh Mohammed ở Các Tiểu vương quốc Ả Rập Thống nhất. Vào ngày 6 tháng 7 năm 2000, Atta, Jarrah và Shehhi đăng ký học tại Huffman Aviation ở Venice, nơi họ tham gia Chương trình Phi công Cấp tốc. Khi Atta và Shehhi đến Florida, ban đầu họ ở với người kế toán Huffman và vợ trong một căn phòng trống trong nhà của họ. Sau một tuần, họ bị yêu cầu rời đi vì tỏ ra thô lỗ. Atta và Shehhi sau đó chuyển đến một ngôi nhà nhỏ gần đó ở Nokomis, và ở tại đó trong sáu tháng.

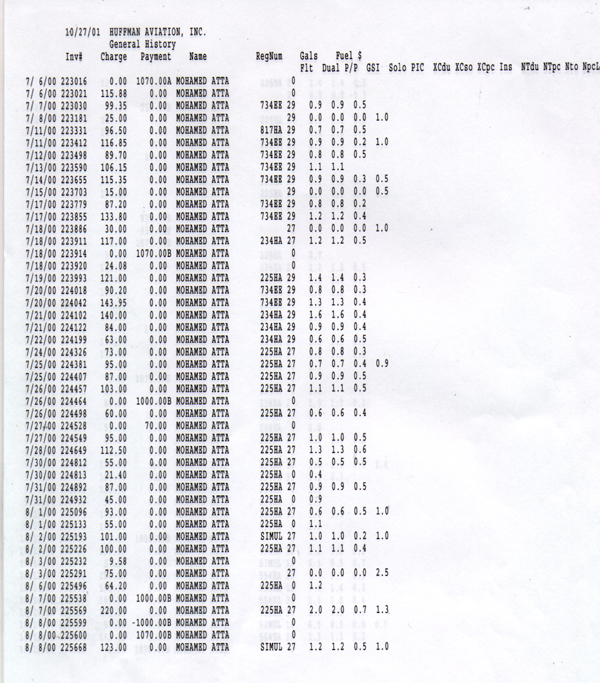
Hồ sơ ghi lại chuyến bay của Atta từ công ty dạy bay Huffman

Atta bắt đầu bay huấn luyện vào ngày 6 tháng 7 năm 2000, và tiếp tục huấn luyện gần như mỗi ngày. Đến cuối tháng 7, cả Atta và Shehhi đều thực hiện các chuyến bay một mình. Atta lấy chứng chỉ phi công tư nhân vào tháng 9, sau đó anh và Shehhi quyết định chuyển trường bay. Cả hai đều đăng ký tại Jones Aviation ở Sarasota và được đào tạo ở đó trong một thời gian ngắn. Họ gặp khó khăn khi làm theo hướng dẫn và cả hai đều rất khó chịu khi trượt kỳ thi Giai đoạn 1 tại Jones Aviation. Họ hỏi về máy bay nhiều động cơ và nói với người hướng dẫn rằng "họ muốn học thật nhanh chóng, vì họ có một công việc đang chờ ở đất nước của họ sau khi hoàn thành khóa đào tạo ở Mỹ" Vào giữa tháng 10, Atta và Shehhi trở lại Huffman Aviation để tiếp tục đào tạo. Vào tháng 11 năm 2000, Atta nhận được xếp hạng công cụ bay của mình, và sau đó được cấp bằng phi công thương mại vào tháng 12 từ Cục Hàng không Liên bang.
Atta tiếp tục với quá trình huấn luyện bay bao gồm các chuyến bay một mình và các chuyến bay mô phỏng. Vào ngày 22 tháng 12, Atta và Shehhi đã nộp đơn cho Eagle International để được đào tạo máy bay phản lực lớn và mô phỏng cho các mẫu máy bay McDonnell Douglas DC-9 và Boeing 737-300. Vào ngày 26 tháng 12, Atta và Shehhi cần phải di chuyển chiếc máy bay Piper Cherokee thuê của họ trên một đường băng của Sân bay Quốc tế Miami sau khi động cơ tắt. Vào ngày 29 và 30 tháng 12, Atta và Marwan đến sân bay Opa-locka, nơi họ thực hành trên máy bay mô phỏng Boeing 727, và họ đã được vào học khóa đào tạo mô phỏng Boeing 767 của Pan Am International vào ngày 31 tháng 12. Atta đã mua các video về buồng lái cho các mẫu Boeing 747-200, Boeing 757-200, Airbus A320 và Boeing 767-300ER qua đặt hàng qua thư, từ Sporty's Pilot Shop ở Batavia, Ohio, vào tháng 11 và tháng 12 năm 2000.
Lưu trữ trên điện thoại di động của Atta cho thấy Atta đã gọi điện cho đại sứ quán Maroc ở Washington vào ngày 2 tháng 1, ngay trước khi Shehhi bay về nước. Atta bay đến Tây Ban Nha vào ngày 4 tháng 1 năm 2001, để phối hợp với bin al-Shibh và trở về Hoa Kỳ vào ngày 10 tháng 1. Khi ở Hoa Kỳ, anh đã đến Lawrenceville, Georgia, tại đó Atta và Shehhi đã đến thăm Câu lạc bộ sức khỏe thể hình LA. Trong thời gian đó Atta đã bay ra khỏi Cánh đồng Briscoe ở Lawrenceville cùng với một phi công, và Atta và phi công hoặc Shehhi bay quanh khu vực Atlanta. Họ đã sống trong khu vực này trong vài tháng. Vào ngày 3 tháng 4, Atta và Shehhi thuê một hộp thư ở Virginia Beach, Virginia.
Vào ngày 11 tháng 4, Atta và Shehhi thuê một căn hộ tại 10001 Atlantic Blvd, Apt. 122 ở Coral Springs, Florida, với giá 840 đô la mỗi tháng, và được hỗ trợ với sự xuất hiện của những tên không tặc dùng cơ bắp. Vào ngày 16 tháng 4, Atta bị buộc tội không có bằng lái xe hợp lệ, và anh bắt đầu các bước để lấy bằng lái. Ngày 2 tháng 5, Atta nhận bằng lái xe ở Lauderdale Lakes, Florida. Khi ở Hoa Kỳ, Atta sở hữu một chiếc Pontiac Grand Prix 1989 màu đỏ.
Vào ngày 27 tháng 6, Atta bay từ Fort Lauderdale đến Boston, Massachusetts, tại đó Atta ở lại một ngày, sau đó tiếp tục đến San Francisco trong một thời gian ngắn, và từ đó đến Las Vegas. Vào ngày 28 tháng 6, Atta đến sân bay quốc tế McCarran ở Las Vegas để gặp ba phi công khác. Anh thuê một chiếc Chevrolet Malibu từ một đại lý Alamo Rent A Car. Không biết Atta ở đâu vào đêm đó, nhưng vào ngày 29 anh đăng ký thuê phòng tại Econo Lodge ở 1150 Đại lộ Nam Las Vegas. Tại đây, Atta đã xuất trình thành viên AAA để được giảm giá và trả tiền mặt cho căn phòng với giá 49,50 đô la/đêm. Trong chuyến đi đến Las Vegas, Atta được cho là đã sử dụng một máy quay phim đã thuê từ một cửa hàng Select Photo ở Delray Beach, Florida.

### Cuộc họp vào tháng 7 năm 2001 tại Tây Ban Nha
Vào tháng 7 năm 2001, Atta một lần nữa lên đường tới Tây Ban Nha để gặp bin al-Shibh lần cuối. Vào ngày 7 tháng 7 năm 2001, Atta bay trên chuyến bay Swissair 117 từ Miami đến Zürich, nơi ông đã dừng chân. Vào ngày 8 tháng 7, Atta đã được ghi lại trên video giám sát khi anh ta rút 1700 franc Thụy Sĩ từ một máy ATM. Atta đã sử dụng thẻ tín dụng của mình để mua hai con dao của Quân đội Thụy Sĩ và một ít sô cô la trong một cửa hàng ở Sân bay Zürich. Sau điểm dừng chân ở Zürich, Atta đến Madrid lúc 4:45 chiều trên chuyến bay Swissair 656, và dành vài giờ tại sân bay. Sau đó lúc 8:50 chiều, Atta nhận phòng khách sạn Diana Cazadora ở Barajas, một thị trấn gần sân bay. Đêm đó và hai lần sáng hôm sau, Atta gọi cho Bashar Ahmad Ali Musleh, một sinh viên người Jordan ở Hamburg, người từng là liên lạc viên của bin al-Shibh.
Vào sáng ngày 9 tháng 7, Mohamed Atta đã thuê một chiếc Hyundai Accent màu bạc mà anh đã đặt từ SIXT Rent-A-Car từ ngày 9 đến ngày 16 tháng 7 và sau đó được gia hạn sang ngày 19. Anh lái xe về phía đông ra khỏi Madrid hướng tới khu vực bãi biển Địa Trung Hải của Tarragona. Trên đường đi, Atta dừng lại ở Reus để đón Ramzi bin al-Shibh tại sân bay. Họ lái xe đến Cambrils, và hai người đã nghỉ một đêm tại khách sạn Monica. Họ trả phòng vào sáng hôm sau, và dành vài ngày tiếp theo tại một địa điểm không xác định ở Tarragona. Sự vắng mặt của các biên lai thuê phòng khách sạn, biên lai có chữ ký hoặc cuống thẻ tín dụng đã khiến các nhà điều tra tin rằng những người này có thể đã gặp nhau trong một ngôi nhà an toàn do các thành viên al-Qaeda khác ở Tây Ban Nha sắp xếp. Tại đó, Atta và bin al-Shibh đã tổ chức một cuộc họp để hoàn thành kế hoạch tấn công. Một số manh mối đã được tìm thấy liên hệ việc họ ở lại Tây Ban Nha với Imad Eddin Barakat Yarkas (Abu Dahdah), người gốc Syria, và Amer el Azizi, người Maroc ở Tây Ban Nha. Họ có thể đã giúp sắp xếp và tổ chức cuộc họp ở Tarragona. Yosri Fouda, người đã phỏng vấn bin al-Shibh và Khalid Sheikh Mohammed (KSM) trước khi bị bắt, tin rằng Said Bahaji và KSM cũng có thể có mặt tại cuộc họp. Các nhà điều tra Tây Ban Nha đã nói rằng Marwan al-Shehhi và hai người khác sau đó đã tham gia cuộc họp. Bin al-Shibh không thảo luận về cuộc gặp này với Fouda.
Trong các cuộc họp ở Tây Ban Nha, Atta và bin al-Shibh đã điều phối các chi tiết của các cuộc tấn công. Ủy ban 11/9 đã có được thông tin chi tiết về cuộc họp, dựa trên các cuộc thẩm vấn bin al-Shibh trong những tuần sau khi bị bắt vào tháng 9/2002. Bin al-Shibh giải thích rằng ông ta đã thực hiện theo chỉ thị của Osama bin Laden, trong đó có mong muốn các cuộc tấn công được thực hiện càng sớm càng tốt. Bin Laden lo ngại về việc có quá nhiều đặc vụ ở Hoa Kỳ. Atta xác nhận rằng tất cả những kẻ không tặc cơ bắp đã đến Hoa Kỳ mà không gặp bất kỳ vấn đề gì, nhưng nói rằng mình cần 5 đến 6 tuần nữa để có thông tin chi tiết. Bin Laden cũng yêu cầu các đặc nhiệm khác không được thông báo về các dữ liệu cụ thể cho đến phút cuối cùng. Trong cuộc họp, Atta và bin al-Shibh cũng quyết định các mục tiêu sẽ bị tấn công, loại trừ một cuộc tấn công vào một nhà máy hạt nhân. Bin al-Shibh đã nhận danh sách các mục tiêu từ bin Laden; bin Laden muốn Tòa nhà Quốc hội Mỹ, Lầu Năm Góc và Trung tâm Thương mại Thế giới bị tấn công, vì chúng được coi là "biểu tượng của nước Mỹ". Atta cho biết, nếu bất kỳ nhóm không tặc nào không thể tiếp cận mục tiêu đã định, không tặc sẽ đâm máy bay xuống đất. Họ cũng thảo luận về những khó khăn cá nhân mà Atta gặp phải với không tặc Ziad Jarrah. Bin al-Shibh lo lắng rằng Jarrah thậm chí có thể từ bỏ kế hoạch. Báo cáo của Ủy ban 11/9 suy đoán rằng kẻ chủ mưu khủng bố Zacarias Moussaoui đã bị kết án đang được đào tạo để có thể thay thế Jarrah.
Từ ngày 13 đến ngày 16 tháng 7, Atta ở tại khách sạn Sant Jordi ở Tarragona. Sau khi bin al-Shibh trở về Đức vào ngày 16 tháng 7 năm 2001, Atta có thêm ba ngày ở Tây Ban Nha và đã dành hai đêm ở Salou tại khách sạn Casablanca Playa bên bãi biển, sau đó dành hai đêm cuối cùng tại khách sạn Residencia Montsant. Vào ngày 19 tháng 7, Atta quay trở lại Hoa Kỳ, bay trên máy bay của Delta Air Lines từ Madrid đến Fort Lauderdale, qua Atlanta.

### Kế hoạch cuối cùng tại Hoa Kỳ
Vào ngày 22 tháng 7 năm 2001, Atta thuê một chiếc Mitsubishi Galant từ Alamo Rent a Car, với quãng đường 3.836 dặm trước khi trả lại xe vào ngày 26 tháng 7. Vào ngày 25 tháng 7, Atta đã đưa Ziad Jarrah tới sân bay quốc tế Miami để đáp chuyến bay trở lại Đức. Vào ngày 26 tháng 7, Atta bay chuyến bay của Hãng hàng không Continental đến Newark, New Jersey, đăng ký ở khách sạn Kings Inn ở Wayne, New Jersey, và ở đó cho đến ngày 30 tháng 7 khi đáp chuyến bay từ Newark trở lại Fort Lauderdale.
Vào ngày 4 tháng 8, Atta được cho là đã ở Sân bay Quốc tế Orlando để chờ đón "Không tặc thứ 20" Mohammed al-Qahtani từ Dubai, người cuối cùng bị cơ quan nhập cư không cho vào Hoa Kỳ vì "đáng ngờ". Atta được cho là đã sử dụng điện thoại công cộng tại sân bay để gọi đến một số "có liên hệ với al-Qaeda" sau khi Qahtani bị từ chối nhập cảnh.
Vào ngày 6 tháng 8, Atta và Shehhi thuê một chiếc Ford Escort 1995 4 cửa màu trắng từ Warrick's Rent-A-Car, chiếc xe này đã được trả lại vào ngày 13 tháng 8. Vào ngày 6 tháng 8, Atta đặt một chuyến bay trên Spirit Airlines từ Fort Lauderdale đến Newark, khởi hành vào ngày 7 tháng 8 và quay trở lại vào ngày 9 tháng 8. Đặt chỗ này đã không được sử dụng và bị hủy vào ngày 9 tháng 8 với lý do "Cấp cứu gia đình vì lý do y tế". Thay vào đó, Atta đến Central Office & Travel ở Bãi biển Pompano để mua vé cho chuyến bay đến Newark, khởi hành vào tối ngày 7 tháng 8 và lên lịch quay lại vào tối ngày 9 tháng 8. Atta đã không thực hiện chuyến bay quay trở về. Vào ngày 7 tháng 8, Atta nhận phòng tại khách sạn Wayne ở Wayne, New Jersey và trả phòng vào ngày 9 tháng 8. Cùng ngày, Atta đã đặt vé hạng nhất một chiều qua Internet trên chuyến bay America West số 244 từ Sân bay Quốc gia Ronald Reagan Washington đến Las Vegas. Atta đã hai lần đến Las Vegas trên "chuyến bay giám sát" để diễn tập cách thức thực hiện vụ tấn công 11/9. Những tên không tặc khác đã đến Las Vegas vào những thời điểm khác nhau vào mùa hè năm 2001.
Trong suốt mùa hè, Atta gặp Nawaf al-Hazmi để thảo luận về kế hoạch hoạt động hàng tháng.
Vào ngày 23 tháng 8, Atta đã bị thu hồi giấy phép lái xe vắng mặt sau khi anh ta không có mặt tại tòa án giao thông để trả lời lời buộc tội trước đó vì lái xe mà không có giấy phép. Cùng ngày, Mossad của Israel được cho là đã tiết lộ tên của Atta cho CIA trong danh sách 19 tên mà họ cho là đang lên kế hoạch tấn công trong tương lai gần. Chỉ có bốn cái tên được biết đến một cách chắc chắn, những cái tên còn lại ngoài Atta là Marwan al-Shehhi, Khalid al-Mihdhar và Nawaf al-Hazmi. Tuy nhiên, báo cáo này sau đó đã bị bác bỏ, báo cáo của Đức đã sử dụng thông tin bị rò rỉ bởi một nhân viên Cục Quản lý Thực thi Chất nghiện bất mãn.

## Tấn công 11/9 và cái chết

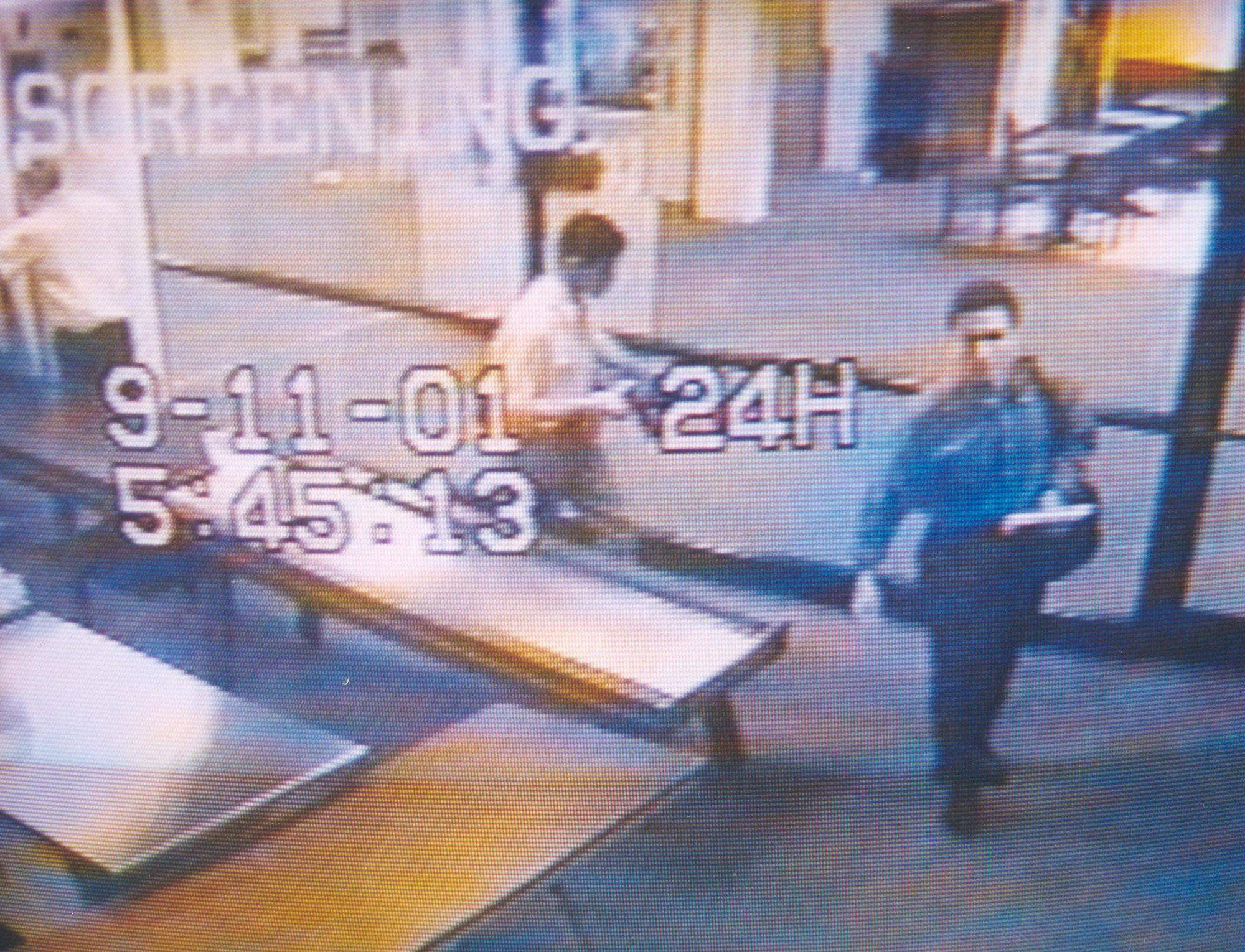
Atta (áo xanh) và Omari tại Cảng hàng không quốc tế Portland ở Portland, Maine, vào sáng ngày 11/9

Vào ngày 10 tháng 9 năm 2001, Atta đón Omari từ khách sạn Milner ở Boston, Massachusetts và cả hai lái chiếc Nissan Altima thuê đến Comfort Inn ở Nam Portland, Maine. Trên đường đi, họ được nhìn thấy ghé bơm xăng tại một trạm xăng Exxon và đến thăm Ngôi nhà Longfellow ở Portland vào chiều hôm đó; họ đến khách sạn lúc 5:43 chiều và nghỉ qua đêm tại Phòng 233. Khi ở Nam Portland, hai người đã thực hiện hai lần rút tiền tại ATM và dừng lại ở Wal-Mart. FBI cũng báo cáo rằng "hai người đàn ông Trung Đông" đã được nhìn thấy trong bãi đậu xe của một tiệm Pizza Hut, nơi Atta được biết là đã đến ăn hôm đó.
Atta và Omari đến vào sáng sớm hôm sau, lúc 5:40 sáng, tại Cảng hàng không Quốc tế Portland, nơi họ để chiếc xe thuê ở bãi đậu xe và lên tàu lúc 6:00 là Chuyến bay BE-1900C của Colgan Air (US Airways Express ) đến Sân bay Quốc tế Logan của Boston. Tại Portland, Mohamed Atta đã được Hệ thống kiểm tra hành khách hỗ trợ bằng máy tính (CAPPS) lựa chọn, và hệ thống này yêu cầu hành lý ký gửi của anh ta phải trải qua kiểm tra thêm về chất nổ nhưng không cần kiểm tra thêm tại điểm kiểm tra an ninh của hành khách.

Kết nối giữa hai chuyến bay tại Sân bay Quốc tế Logan nằm trong Nhà ga B, nhưng hai cổng không được kết nối trong phạm vi an ninh. Hành khách phải rời khỏi khu vực an ninh, đi ra ngoài trời, băng qua đường có mái che và vào một tòa nhà khác trước khi qua khu vực an ninh một lần nữa. Có hai phòng chờ riêng biệt ở Nhà ga B; phòng chờ phía nam chủ yếu được US Airways sử dụng và phòng chờ phía bắc chủ yếu được American Airlines sử dụng. Người ta đã bỏ qua việc vẫn sẽ có một màn hình an ninh để vượt qua ở Boston vì chi tiết khác biệt này của sự sắp xếp của nhà ga. Một nhân viên bán vé tại Sân bay Portland cho biết đã trở nên khó chịu với sự tức giận của Atta khi được thông báo về các yêu cầu kiểm tra bổ sung ở Boston, nhưng anh ta đã không hành động vì nghi ngờ của mình sau khi lo ngại rằng mình đang phân biệt chủng tộc Atta. Lúc 6:45 sáng, khi đang ở sân bay Boston, Atta đã nhận cuộc gọi từ kẻ không tặc Chuyến bay 175 Marwan al-Shehhi. Cuộc gọi này rõ ràng là để xác nhận rằng các cuộc tấn công đã sẵn sàng. Atta đã làm thủ tục lên Chuyến bay 11 của American Airlines, qua cửa an ninh một lần nữa và lên chuyến bay. Atta ngồi hạng thương gia, ghế 8D. Lúc 7:59 sáng, máy bay này khởi hành từ Boston đến Los Angeles, California, chở 81 hành khách.
Không tặc bắt đầu lúc 8:14 sáng - 15 phút sau khi chuyến bay khởi hành - khi dịch vụ đồ uống bắt đầu. Lúc này, các phi công đã ngừng phản ứng với kiểm soát không lưu, và máy bay bắt đầu đi chệch đường bay đã định. Lúc 8:18 sáng, các tiếp viên hàng không Betty Ong và Madeline Amy Sweeney bắt đầu gọi điện cho American Airlines để báo cáo những gì đang xảy ra. Ong cung cấp thông tin về việc thiếu liên lạc với buồng lái, thiếu khả năng tiếp cận buồng lái và có hành khách bị thương. Lúc 8:24:38, một giọng nói được cho là của Atta được các nhân viên kiểm soát không lưu nghe được: "Chúng tôi có một số máy bay. Chỉ cần im lặng và bạn sẽ ổn. Chúng tôi đang trở lại sân bay." "Không ai được di chuyển, mọi thứ sẽ ổn. Nếu bạn cố gắng thực hiện bất kỳ động thái nào, bạn sẽ gây nguy hiểm cho chính mình và máy bay. Cứ im lặng đi." "Làm ơn không ai cử động. Chúng tôi sẽ trở lại sân bay. Đừng cố thực hiện bất kỳ động thái ngu ngốc nào." Transponder của máy bay bị tắt lúc 8:21. Lúc 8:46:40am, Atta đã đâm máy bay này vào Tháp Bắc của Trung tâm Thương mại Thế giới ở Thành phố New York.
Vì chuyến bay từ Portland đến Boston bị hoãn, túi xách của Atta không kịp đưa lên Chuyến bay 11. Túi này của Atta sau đó đã được thu hồi tại Sân bay Quốc tế Logan, và chúng chứa đồng phục hàng không, sách hướng dẫn bay và các vật dụng khác. Hành lý bao gồm một bản di chúc của Atta, viết bằng tiếng Ả Rập, cũng như một danh sách các chỉ dẫn, được gọi là "Đêm cuối cùng". Tài liệu này được chia thành ba phần; đầu tiên là danh sách mười lăm điểm cung cấp hướng dẫn chi tiết cho đêm cuối cùng trong cuộc đời của một liệt sĩ, thứ hai hướng dẫn cách đi máy bay và thứ ba từ thời điểm lên máy bay đến khi tử đạo. Hầu như tất cả những điểm này đều thảo luận về sự chuẩn bị tâm linh, chẳng hạn như cầu nguyện và trích dẫn kinh thánh tôn giáo.

## Video tử vì đạo
Vào ngày 1 tháng 10 năm 2006, The Sunday Times phát hành một đoạn video mà họ thu được "thông qua một kênh đã được thử nghiệm trước đó", với mục đích cho thấy Mohamed Atta và Ziad Jarrah đang ghi lại một thông điệp tử đạo sáu tháng trước đó tại một trại huấn luyện ở Afghanistan. Đoạn video ghi ngày 18 tháng 1 năm 2000, có độ phân giải tốt nhưng không có đoạn âm thanh. Người đọc môi đã không giải mã được nó. Atta và Jarrah xuất hiện với tinh thần phấn chấn, cười nói vui vẻ trước ống kính. Họ chưa bao giờ được chụp cùng nhau trước đây. Các nguồn không xác định từ cả Al-Qaeda và Hoa Kỳ đã xác nhận với The Times tính xác thực của video. Một phần riêng của video cho thấy Osama bin Laden nói chuyện với những người đi theo mình tại một khu phức hợp gần Kandahar. Ramzi bin al-Shibh cũng được xác định có mặt trong video. Theo The Sunday Times, "Các nhà điều tra Mỹ và Đức đã rất vất vả để tìm ra bằng chứng về tung tích của Atta vào tháng 1/2000 sau khi Atta biến mất khỏi Hamburg. Đoạn băng dài một giờ cho thấy Atta đến Afghanistan vào thời điểm quyết định trong quá trình phát triển âm mưu khi anh được giao quyền chỉ huy chiến dịch. Nhiều tháng sau, cả Atta và Jarrah đều đăng ký học tại các trường dạy bay ở Mỹ."

## Sai lệch nhân thân
Sau ngày 11 tháng 9 năm 2001 tên của những kẻ không tặc đã được liệt kê. Có một số nhầm lẫn liên quan đến Mohamed Atta là ai, và các trường hợp nhầm lẫn danh tính. Ban đầu, danh tính của Mohamed Atta bị nhầm lẫn với một người Jordan bản địa, Mahmoud Mahmoud Atta, người đã đánh bom một chiếc xe buýt của Israel ở Bờ Tây vào năm 1986, khiến một người thiệt mạng và ba người bị thương nặng. Mahmoud Atta hơn Atta 14 tuổi. Mahmoud Atta, một công dân Hoa Kỳ nhập tịch, sau đó bị trục xuất từ Venezuela về Hoa Kỳ, dẫn độ đến Israel, bị xét xử và bị kết án tù chung thân. Tòa án tối cao Israel sau đó đã lật lại việc dẫn độ và trả tự do cho anh ta. Sau vụ 11/9, cũng có tin nói rằng Mohamed Atta đã theo học Trường Sĩ quan Quốc tế tại Căn cứ Không quân Maxwell ở Montgomery, Alabama. Washington Post dẫn lời một quan chức Không quân Hoa Kỳ giải thích, "sự khác biệt trong dữ liệu tiểu sử của họ, chẳng hạn như ngày sinh chênh nhau 20 năm, cho thấy chúng ta có thể đang nói về những người khác nhau."

### Sự cố Praha
Trong những tháng sau vụ tấn công ngày 11 tháng 9, các quan chức tại Bộ Nội vụ Séc khẳng định rằng Atta đã đến Praha vào ngày 8 tháng 4 năm 2001, để gặp một nhân viên tình báo Iraq tên là Ahmed Khalil Ibrahim Samir al-Ani. Đoạn thông tin này đã được chuyển cho FBI với tên gọi "thông tin tình báo thô chưa được đánh giá". Các quan chức tình báo đã kết luận rằng một cuộc họp như vậy đã không xảy ra. Một doanh nhân Pakistan tên là Mohammed Atta đã đến Praha từ Ả Rập Xê Út vào ngày 31 tháng 5 năm 2000, với Atta thứ hai này có thể góp phần vào sự nhầm lẫn. Mohamed Atta của Ai Cập đến bến xe buýt Florenc ở Praha, từ Đức, vào ngày 2 tháng 6 năm 2000. Anh rời Praha vào ngày hôm sau, bay trên Czech Airlines đến Newark, New Jersey, Hoa Kỳ Tại Cộng hòa Séc, một số quan chức tình báo nói rằng nguồn tin của cuộc gặp có mục đích là một người cung cấp thông tin Ả Rập đã tiếp cận cơ quan tình báo Séc chỉ sau khi nhìn thấy Atta. Bức ảnh của Atta đã xuất hiện trên các tờ báo khắp thế giới. Các quan chức tình báo Hoa Kỳ và Séc kể từ đó đã kết luận rằng người được nhìn thấy cùng Ani đã bị nhận dạng nhầm là Atta, và các điều tra viên đã nhất trí là Atta chưa bao giờ tham dự một cuộc họp ở Praha.

### Able Danger
Năm 2005, Trung tá Lục quân. Anthony Shaffer và Nghị sĩ Curt Weldon cáo buộc rằng dự án khai thác dữ liệu của Bộ Quốc phòng, Able Danger, đã tạo ra một hình vẽ xác định Atta, cùng với Nawaf al-Hazmi, Khalid al-Mihdhar và Marwan al-Shehhi, là thành viên của một tổ chức có trụ sở Brooklyn liên kết với al-Qaeda vào đầu năm 2000. Shaffer phần lớn dựa trên các cáo buộc của mình về hồi ức của Thuyền trưởng Hải quân, Scott Phillpott,, người sau này kể lại hồi ức của mình, nói với các nhà điều tra rằng anh ta "tin rằng Atta không có trên hình ảnh mà chúng tôi có." Phillpott nói rằng Shaffer "dựa vào trí nhớ của tôi 100%", và báo cáo của Tổng Thanh tra Bộ Quốc phòng chỉ ra rằng Philpott "có thể đã phóng đại khi biết danh tính của Atta vì Philpott ủng hộ việc sử dụng các kỹ thuật của Able Danger để chống lại chủ nghĩa khủng bố."
Năm nhân chứng đã từng làm việc với Able Danger và bị Tổng Thanh tra Bộ Quốc phòng thẩm vấn sau đó đã nói với các nhà báo điều tra rằng tuyên bố của họ với IG đã bị các nhà điều tra bóp méo trong báo cáo cuối cùng của IG, hoặc báo cáo đã bỏ qua thông tin thiết yếu mà họ đã cung cấp. Các cáo buộc xuyên tạc của báo cáo IG tập trung vào việc loại trừ bất kỳ bằng chứng nào cho thấy Able Danger đã xác định và theo dõi Atta nhiều năm trước ngày 11/9.
Trung tá Shaffer cũng chỉ ra rõ ràng trong cuốn sách của mình việc xác định trực tiếp phòng Brooklyn, và Mohamed Atta.

## Phản ứng và sự từ chối của gia đình
Cha của Atta, Mohamed el-Amir Awad el-Sayed Atta, một luật sư đã nghỉ hưu ở Ai Cập, đã kịch liệt bác bỏ cáo buộc con trai ông có liên quan đến vụ tấn công ngày 11 tháng 9, và thay vào đó cáo buộc Mossad và chính phủ Hoa Kỳ nhúng tay vào việc gài bẫy con trai ông. Atta Sr. bác bỏ các báo cáo truyền thông nói rằng con trai ông uống rượu quá mức, và thay vào đó mô tả con trai mình là một cậu bé trầm tính, không quan tâm đến chính trị, nhút nhát và chuyên tâm vào việc học kiến trúc. Anh Atta cho biết anh đã nói chuyện với Mohamed qua điện thoại một ngày sau đó vào ngày 12 tháng 9 năm 2001. Ông tổ chức các cuộc phỏng vấn với tạp chí tin tức Bild am Sonntag của Đức vào cuối năm 2002, nói rằng con trai ông còn sống và lẩn trốn trong sợ hãi bị thủ tiêu, và rằng các Kitô hữu người Mỹ phải chịu trách nhiệm cho các vụ tấn công. Trong một cuộc phỏng vấn sau đó vào năm 2005, Atta Sr. nói: "Con trai tôi đã ra đi. Bây giờ nó đang ở với Chúa. Mossad đã giết anh ta. "

## Động lực
Có nhiều lời giải thích mâu thuẫn nhau về hành vi và động cơ của Atta. Nhà tâm lý học chính trị Jerrold Post cho rằng Atta và đồng bọn chỉ đang làm theo mệnh lệnh của giới lãnh đạo al-Qaeda "và bất cứ điều gì mà nhà lãnh đạo khủng khiếp, lôi cuốn của họ Osama bin Laden nói là điều đúng đắn cần làm vì chính nghĩa. làm." Đổi lại, nhà khoa học chính trị, Robert Pape, đã tuyên bố rằng Atta được thúc đẩy bởi sự cam kết của bản thân đối với sự nghiệp chính trị, rằng Atta bình thường về mặt tâm lý và rằng anh ấy "không dễ bị đặc trưng là trầm cảm, không thể tận hưởng cuộc sống, không tách biệt với bạn bè. và xã hội. " Ngược lại, giáo sư tư pháp hình sự, Adam Lankford, đã tìm thấy bằng chứng cho thấy Atta đã muốn tự tử, và cuộc đấu tranh của Atta với sự cô lập xã hội, trầm cảm, cảm giác tội lỗi, xấu hổ, vô vọng và thịnh nộ cực kỳ giống với cuộc đấu tranh của những người tự sát thông thường và giết người-tự sát. Theo quan điểm này, niềm tin chính trị và tôn giáo của Atta ảnh hưởng đến phương pháp tự sát và lựa chọn mục tiêu của anh ta, nhưng chúng không phải là nguyên nhân cơ bản dẫn đến hành vi của anh ta.

## Sách tham khảo
- Burke, Jason (2003). Al-Qaeda: The True Story of Radical Islam . New York: IB Tauris. ISBN 978-1-85043-666-9.
- Corbin, Jane (2003). Al-Qaeda: In Search of the Terror Network that Threatens the World. Nation Books. ISBN 1-56025-523-4.
- Der Spiegel (2002). Inside 9-11: What Really Happened. Diane Pub Co. ISBN 0-312-98748-X.
- Fouda, Yosri and Nick Fielding (2004). Masterminds of Terror. Arcade Publishing. ISBN 1-55970-717-8.
- Four Corners, Australian Broadcasting Corporation, broadcast ngày 12 tháng 11 năm 2001
- McDermott, Terry (2005). Perfect Soldiers: The 9/11 Hijackers: Who They Were, Why They Did It. HarperCollins. ISBN 0-06-058469-6.
- The 9/11 Commission Report, (W.W. Norton & Company) ISBN 0-393-32671-3
- Ruth Stein (2010). For Love of the Father: A Psychoanalytic Study of Religious Terrorism. Stanford Univ. Press. ISBN 978-0804763059.